# Гонорий Брешианский
Гонорий (лат. Honorius; умер во второй половине VI века) — епископ Брешиа во второй половине VI века; святой, почитаемый в Католической церкви (день памяти — 24 апреля).

## Биография
В списках глав Брешианской епархии святой Гонорий упоминается как преемник Геркулана и предшественник Рустициана I. Он был епископом в городе Брешиа во второй половине VI века. Хотя в трудах некоторых авторов приводятся и более точные даты с 548 по 598 год включительно, они не подтверждаются данными средневековых исторических источников.
На основании ономастических данных предполагается, что Гонорий происходил из итало-римской семьи. Согласно преданиям, Гонорий был знатного происхождения, якобы, даже потомком римского императора Константина I Великого. Ещё в юности решив стать клириком, он в Риме был рукоположен в священнический сан.
Достоверных свидетельств о деяниях Гонория почти не сохранилось. В преданиях сообщается, что ещё до того как стать епископом, Гонорий жил отшельником в лесу недалеко от Брешиа. В то время городом правил герцог Алахис I, лангобард, «язычник» и ярый ненавистник христиан. По его повелению многие жители Брешиа были убиты, ещё больше должны были бежать из города. Так продолжалось до тех пор, пока Гонорий не исцелил от неизлечимой болезни дочь герцога Ориэлду. После этого Алахис I, якобы, не только прекратил убийства христиан, но и крестился сам вместе со многими другими лангобардами. Гонорий же в награду за спасение жителей Брешиа вскоре был избран их епископом. Однако в современных событиям исторических источниках какие-либо упоминания о преследовании христиан Алахисом I отсутствуют. Вероятно, сведения средневековых житий следует соотносить с общей тенденцией преследования ортодоксальных христиан исповедовавшими арианство лангобардами. На этих основаниях медиевисты считают все свидетельства о целенаправленной антихристианской деятельности Алахиса I недостоверными.
Гонорию приписывается основание первого в Брешиа женского монастыря, киновии Святых Косьмы и Дамиана, а также церкви Фаустина и Иовиты. О такой возможности упоминается в одном из писем папы римского Григория I Великого.
Согласно агиографической литературе, Гонорий скончался 24 апреля, «на следующий день после Пасхи». Он был похоронен в основанной им церкви Фаустина и Иовиты. Впоследствии при реконструкциях храма его реликвии несколько раз переносились, и с 1949 года они находятся в главной часовне левого предела церкви. Частицы мощей святого находятся также в других городах Италии (в том числе, в Изео).
Приблизительно в 1455 году неизвестным по имени брешианским скульптором был создан мраморный триптих с изображениями стоящих святых Фаустина и Иовиты и сидящего на престоле епископа Гонория. Это произведение искусства Возрождения экспонируется в музее Санта-Джулиа в Брешиа.
Одной из первых изданных в Брешиа печатных книг было сочинение анонимного автора «Легенда о святом Гонории, епископе Брешиа», опубликованное в 1505 году.
Также же как и все главы Брешианской епархии III—VII веков от Анатолия до Деусдедита, ещё в средневековье Гонорий был причислен к лику святых. Первые сведения о существовании в Брешиа культа Гонория относятся к XII веку. Тогда же, вероятно, было написано и первое из житий этого святого. Эти сочинения содержат только легенды и предания, и не рассматриваются в качестве достоверных исторических источников. Гонорий, наряду со святыми Фаустином и Иовитой, считается одним из наиболее почитаемых брешианских святых. По традиции, святому Гонорию молятся для исцеления от головных болей. День его поминовения отмечают 24 апреля.